# 李兰娟
李兰娟（1947年9月13日—），女，浙江绍兴人，中国传染病学专家，国家卫健委高级别专家组成员，中国工程院院士，浙江大学第一附属医院教授、主任医师、博士生导师。现任传染病诊治国家重点实验室主任、国家传染病学重点学科、211建设学科学术带头人、浙江省传染病重点实验室主任。她和团队研发了李氏人工肝系统，广泛用于维持急性肝衰竭患者的生命，并且因在抗击SARS、H1N1、H7N9等流行病中发挥的作用而获得多个国家奖项。其夫为另一中国工程院院士郑树森。

## 生平
李兰娟原籍萧山区进化镇下畈底村。1947年，李兰娟出生于绍兴县夏履镇夏履桥村。1960年，她被保送到绍兴第一初级中学（现绍兴第三中学）。因为家境贫寒，她初中曾有一段时间是辍学在家读的，一边干活养家，一边自学。中考后，她被省重点中学——浙江省杭州市第一中学（现浙江省杭州高级中学）破格录取。
高中毕业后，李兰娟在夏履镇当中学代课教师。在浙江省中医院学针灸后改做赤脚医生。1973年作为工农兵学员毕业于浙江医科大学医疗系。1973年起任浙江医科大学附属第一医院住院医师、党支部委员、团委书记，1984年任浙江医科大学附属第一医院党委办公室副主任，1987年任浙江医科大学附属第一医院主治医师、党委副书记，1993年任浙江医科大学附属第一医院副主任医师、党委书记、副院长，1996年任浙江医科大学党委副书记、纪委书记。1998年晋升正高职称，被评为浙一医院主任医师，浙江大学医学院传染病学博士生导师、教授。同年至2008年任浙江省卫生厅党组书记、厅长。期间主要从事重型肝炎的诊治、肝病微生态、人工肝等的研究。2004年，李兰娟主编了教育部全国高等学校医学规划教材《传染病学》。2005年3月兼任中华医学会副会长，为国家重点学科学术带头人、中华人民共和国卫生部传染病重点实验室主任。同年年11月，当选为中国工程院院士。
在2019冠状病毒病疫情开端时，李兰娟是第一位提议封锁武汉市的中国专家，曾三次提请武汉市当地政府和国务院。最终使中央政府采纳其建议，并于2020年1月23日实施武汉封城。2月1日，她和一组来自杭州的医务工作者前往武汉，帮助抗击疫情。此外，在此次疫情期間，李蘭娟團隊稱阿比朵尔、达芦那韦能有效抑制2019新型冠状病毒。

## 奖项和荣誉

### 获得中国国家科学技术进步奖
由浙江大学传染病诊治国家重点实验室、感染性疾病诊治协同创新中心主任李兰娟院士领衔，联合中国疾病预防控制中心、香港大学、复旦大学等11家单位共同完成的“以防控人感染H7N9禽流感为代表的新发传染病防治体系重大创新和技术突破”项目获2017年度国家科学技术进步奖特等奖。

### 获得浙江省科学技术奖一等奖
2020年7月17日，李兰娟获得浙江省科学技术奖一等奖。并捐出所得全部奖金300万元人民币，用于人才培养和促进科技发展。

### 其他奖项和荣誉
- 1997年	人工肝支持系统治疗重型病毒性肝炎研究	省科技进步一等奖
- 1998年	人工肝支持系统治疗重型病毒性肝炎研究	国家科技进步二等奖
- 1999年	卫生部有突出贡献的中青年专家
- 2001年	重型肝炎肠道微生态变化的研究	省科技进步一等奖
- 2003年	革兰阴性菌超广谱β-内酰胺酶及AmpC酶研究	省科技进步一等奖
- 2004年	浙江省非典型性肺炎的病原学和防治策略研究	省科技进步二等奖
- 2005年	中国工程院院士（医药卫生学部）
- 2006年	生物人工肝用细胞源与混合型人工肝的研究	浙江省科学技术进步一等奖
- 2007年	感染微生态学建立及应用研究	国家科技进步奖二等奖（排名第一）[15]
- 2010年	“全国优秀科技工作者”称号
- 2011年	肝衰竭人工器官替代治疗研究	省部级 一等奖
- 2012年	国家数字卫生关键技术和区域示范应用研究	省部级 一等奖
- 2013年	重症肝病诊治的理论创新与技术突破	国家科技进步奖一等奖（排名第一）
- 2014年	首次对甲型H1N1流感大流行有效防控及集成创新性研究	国家科技进步奖一等奖（排名第五）
- 2014年	何梁何利基金科学与技术进步奖
- 2014年	中央电视台年度科技创新人物
- 2014年	“全国杰出专业技术人才”称号
- 2015年	人感染 H7N9 禽流感诊治研究的理论创新和技术突破	社会团体 一等奖
- 2015年	浙江大学医学院附属第一医院终末期肝病综合诊治	国家科技进步奖创新团队（排名第二）
- 2016年	第十一届光华工程科技奖工程奖
- 2016年	第九届谈家桢生命科学奖临床医学奖
- 2020年	浙江省优秀共产党员
- 2020年	第二届全国创新争先奖

## 主要出版和论文
- 《人类感染活禽市场来源的新发H7N9亚型禽流感病毒：临床分析和病毒基因组特征》发表于《柳叶刀》（The Lancet）
- 《人工肝脏》
- 《感染微生态学》
- 《传染病学》
- 《中华临床感染病杂志》、《中国微生态学杂志》、《浙江医学》主编
- 《中华传染病杂志》、《国际流行病学传染病学杂志》副主编

## 相关企业
- 李兰娟为树兰医疗管理集团有限公司董事长，总经理为郑杰[16]。
- 李兰娟曾为杭州华卓信息科技有限公司董事，2020年7月21日卸任。公司董事长为郑杰[17]。

## 电视和媒体专访
- CCTV-10科教频道《大家》：传染病学专家 李兰娟[18]。

## 主要社会兼职
- 中国传染病诊治国家重点实验室主任
- 浙江大学附属第一医院感染中心主任
- 中华医学会副会长[19]
- 教育部生物与医学学部主任
- 中国卫生信息协会副会长
- 中华医学会感染病学分会主任委员
- 国家十一五传染病防治科技重大专项总体专家组专家
- 国家防治甲型H1N1流感专家委员会临床诊治组组长
- 第八届浙江省科学技术协会主席（2006年11月-2011年11月）

## 家庭
丈夫为中国工程院院士、肝胆胰外科专家郑树森。
- 儿子郑杰，浙江杭州华卓公司董事长[20]，树兰医疗管理集团总经理[16]。
- 原儿媳张琰（已离异），原浙江省环保局局长戴备军情妇[21]。